# The Five-Year Engagement
The Five-Year Engagement (bra: Cinco Anos de Noivado; prt: Espera Aí... que Já Casamos, ou Espera Aí que Já Casamos) é um filme estadunidense de 2012, do gênero comédia romântica, coescrito e dirigido por Nicholas Stoller.
e estrelado por Jason Segel e Emily Blunt como um casal cujo relacionamento se torna tenso quando o noivado é continuamente ampliado. O filme foi lançado na América do Norte em 27 de abril de 2012 e no Reino Unido em 22 de junho de 2012.

## Sinopse
Um ano depois de se conhecerem, Tom (Jason Segel) propõe casamento a sua namorada Violet (Emily Blunt), mas acontecimentos inesperados os aguardam enquanto esperam a caminhada juntos até o altar.

## Elenco
- Jason Segel como Tom Solomon
- Emily Blunt como Violet Barnes
- Rhys Ifans como Winton Childs
- Chris Pratt como Alex Eilhauer
- Alison Brie como Suzie Barnes-Eilhauer
- Jacki Weaver como Sylvia Dickerson-Barnes
- Jim Piddock como George Barnes
- David Paymer como Pete Solomon
- Mimi Kennedy como Carol Solomon
- Mindy Kaling como Vaneetha
- Kevin Hart como Doug
- Tim Heidecker como chef
- Brian Posehn como Tarquin
- Chris Parnell como Bill
- Lauren Weedman como Chef Sally
- Tracee Chimo como Margaret
- Dakota Johnson como Audrey
- Randall Park como Ming
- Molly Shannon como chef

## Produção
Partes do filme têm lugar em Ann Arbor, Michigan, e as cenas foram filmadas lá e na cidade vizinha de Ypsilanti em junho de 2011.

## Música

### Trilha sonora
The Five Year Engagement: Music From The Motion Picture é a trilha sonora do filme. Foi lançado em 17 de abril de 2012 com Michael Andrews como compositor e Jonathan Karp como Supervisor Musical.
| N.º | Título                                              | Artista(s)                                      | Duração |  |
| 1.  | "Jackie Wilson Said (I'm In Heaven When You Smile)" | Van Morrison                                    |         |  |
| 2.  | "Jing Jing Jing (Jingle Bells)"                     | United States Airforce Band                     |         |  |
| 3.  | "Valerie"                                           | Mark Ronson com a participação de Amy Winehouse |         |  |
| 4.  | "Sweet Thing"                                       | Van Morrison                                    |         |  |
| 5.  | "We Didn't Start The Fire"                          | Chris Pratt                                     |         |  |
| 6.  | "Simon Was"                                         | Petrojvic Blasting Company                      |         |  |
| 7.  | "The Courage To Carry On"                           | Aiden                                           |         |  |
| 8.  | "Call Me Up In Dreamland"                           | Van Morrison                                    |         |  |
| 9.  | "C C Rru Cu Cu Paloma"                              | Chris Pratt                                     |         |  |
| 10. | "Say You Know"                                      | Escrito por Hart/Dudas                          |         |  |
| 11. | "Bright Side of the Road"                           | Van Morrison                                    |         |  |
| 12. | "Baby You're On You're Own"                         | The Steepwater Band                             |         |  |
| 13. | "Jonah"                                             | Guster                                          |         |  |
| 14. | "Sheri"                                             | Stanley Turrentine                              |         |  |
| 15. | "Wandering"                                         | The Greyboy Allstars                            |         |  |
| 16. | "White Night"                                       | The Postelles                                   |         |  |
| 17. | "End of a Spark"                                    | Tokyo Police Club                               |         |  |
| 18. | "When That Evening Sun Goes Down"                   | Van Morrison                                    |         |  |
| 19. | "The Chicken Dance"                                 | Escrito por Werner Thomas e Terry Rendall       |         |  |
| 20. | "Into The Mystic"                                   | The Swell Season                                |         |  |
| 21. | "Don't Worry Baby"                                  | Los Lobos                                       |         |  |
| 22. | "Crazy Love"                                        | Audra Mae                                       |         |  |
| 23. | "Just Give Me A Kiss (Just One Sweet Kiss)"         | Van Morrison                                    |         |  |
| 24. | "Cu Cu Rru Cu Cu Paloma"                            | Chris Pratt and Alison Brie                     |         |  |
| 25. | "Two Wrongz"                                        | Escrito por Da Diggler e I Ronic                |         |  |

## Recepção

### Bilheteria
The Five-Year Engagement estreou no número 5 da bilheteria. O filme arrecadou US$ 11 157 000 em seu primeiro fim de semana nos EUA e Canadá. A partir de 20 de maio ele já arrecadou US$ 27 068 000 nos EUA e Canadá e US$ 4,7 milhões na Austrália e na Nova Zelândia trazendo para um total de US$ 31 768 000. O orçamento do filme foi de US$ 30 milhões. A partir de 21 de junho de 2012 o seu bruto mundial foi de US$ 53 909 751. O filme foi lançado em 22 de junho no Reino Unido. Em agosto ele tinha arrecadado US$ 7 743 125 no Reino Unido.

### Crítica
The Five-Year Engagement recebeu críticas positivas dos críticos, com muitos destacando os desempenhos de Emily Blunt e Alison Brie. Rotten Tomatoes relata que 63% de 130 críticos deram ao filme uma crítica positiva. Consenso do site é "Embora certamente demasiado longo, The Five-Year Engagement tem os benefícios da química fácil de suas ligações e, um roteiro romântico engraçado com profundidade e inteligência surpreendente". Elizabeth Weitzman, um crítico superior de New York Daily News escreveu: "Blunt nunca foi mais relaxada, e ela e Segel tem uma química convincentemente quente".